# 2 يونيو
- السبت
- الأحد
- الاثنين
- الثلاثاء
- الأربعاء
- الخميس
- الجمعة

- 314 ذو الحجة 1446  هـ
- 15 ذو الحجة 1446  هـ
- 26 ذو الحجة 1446  هـ
- 37 ذو الحجة 1446  هـ
- 48 ذو الحجة 1446  هـ
- 59 ذو الحجة 1446  هـ
- 610 ذو الحجة 1446  هـ
- 711 ذو الحجة 1446  هـ
- 812 ذو الحجة 1446  هـ
- 913 ذو الحجة 1446  هـ
- 1014 ذو الحجة 1446  هـ
- 1115 ذو الحجة 1446  هـ
- 1216 ذو الحجة 1446  هـ
- 1317 ذو الحجة 1446  هـ
- 1418 ذو الحجة 1446  هـ
- 1519 ذو الحجة 1446  هـ
- 1620 ذو الحجة 1446  هـ
- 1721 ذو الحجة 1446  هـ
- 1822 ذو الحجة 1446  هـ
- 1923 ذو الحجة 1446  هـ
- 2024 ذو الحجة 1446  هـ
- 2125 ذو الحجة 1446  هـ
- 2226 ذو الحجة 1446  هـ
- 2327 ذو الحجة 1446  هـ
- 2428 ذو الحجة 1446  هـ
- 2529 ذو الحجة 1446  هـ
- 261 محرم 1447  هـ
- 272 محرم 1447  هـ
- 283 محرم 1447  هـ
- 294 محرم 1447  هـ
- 305 محرم 1447  هـ
- 16 محرم 1447  هـ
- 27 محرم 1447  هـ
- 38 محرم 1447  هـ
- 49 محرم 1447  هـ

2 يونيو أو 2 حُزيران أو 2 يونيه أو يوم 2 \ 6 (اليوم الثاني من الشهر السادس) هو اليوم الثالث والخمسون بعد المئة (153) من السنوات البسيطة، أو اليوم الرابع والخمسون بعد المئة (154) من السنوات الكبيسة وفقًا للتقويم الميلادي الغربي (الغريغوري).

## أحداث
- 1771 - الإمبراطورية الروسية تكمل غزوها لشبه جزيرة القرم.
- 1800 - ظهور لقاح الجدري في أمريكا الشمالية لأول مرة.
- 1815 - نابليون بونابرت يعلن عن دستور الحرية في فرنسا.
- 1875 - ظهور الهاتف لأول مرة على يد المخترع ألكسندر غراهام بل.
- 1886 - رئيس الولايات المتحدة جروفر كليفلاند يتزوج من «فرنسيس فولسوم»، ليكون بذلك أول رئيس أمريكي يتزوج أثناء وجوده في البيت الأبيض.
- 1896 - غولييلمو ماركوني يتسلم براءة اختراع المذياع.
- 1910 - تشارلز رولز [الإنجليزية] يقوم بأول رحلة عودة ناجحة تعبر بحر المانش.
- 1930 - نشوب تمرد في المملكة المتوكلية اليمنية بقيادة محمد الدباغ الحجازي، ضد الإمام يحيى حميد الدين في مدينة البيضاء والذي كان يهدف إلى إعادة حكم الحجاز من عبد العزيز آل سعود إلى الأشراف آل الحسين بن علي.
- 1932 - الملك فؤاد يفتتح مطار ألماظة وسط احتفال شعبي كبير ويستقل فيه أول 3 طيارين مصريين بأول طائرات مصرية.
- 1946 -
  - إلغاء الملكية في إيطاليا والإعلان عن قيام الجمهورية وذلك بعد خلع الملك فيكتور عمانوئيل الثالث ونفيه إلى مصر وصدور حكم بعدم دخول الذكور من العائلة الحاكمة السابقة إلى إيطاليا.
  - الولايات المتحدة والمملكة المتحدة تعيدان «قاعدة الأزور» إلى البرتغال، وتقع هذه القاعدة في جزر الأزور في المحيط الأطلسي، وكانت هذه الجزر إحدى المحطات الهامة في تجارة الرقيق الأسود من أفريقيا.
- 1949 - اختيار اسم المملكة الأردنية الهاشمية اسمًا رسميًا للأردن، وإعلان الملك عبد الله بن الحسين ضم الضفة الغربية لنهر الأردن إلى السيطرة الأردنية.
- 1953 - تتويج الملكة إليزابيث الثانية رسميًا ملكة على العرش البريطاني، وكانت تبلغ من العمر 25 عامًا.
- 1954 - طائرات ميكويان جيروفيتش ميج-15 يوغوسلافية تهاجم طائرة دوغلاس دي سي-3 بلجيكية، مما دفع الطائرة للهبوط في النمسا.
- 1966 - مركبة الفضاء الأمريكية سيرفيور 1 تهبط على سطح القمر.
- 1968 - طائرة إف-4 فانتوم الثانية أمريكية تتحطم في حرم جامعة كيوشو في اليابان.
- 1971 - صدور العدد الأول من جريدة الرأي الأردنية.
- 1976 - البرلمان المؤقت في تيمور الشرقية يوافق على الإنضمام إلى إندونيسيا وذلك بعد حوالي عام من خروج الاحتلال البرتغالي من الجزيرة، وقد نالت الجزيرة استقلالها عام 1999.
- 1983 - طائرة طيران كندا ماكدونل دوغلاس دي سي 9 تحترق بعد هبوطها الإطراري في «مطار سينسيناتي شمال كنتاكي الدولي»، وأدى الحادث إلى مقتل 23 شخصًا من أصل 46 كانوا على متنها.
- 1989 - رفع العلم المصري فوق مقر جامعة الدول العربية في تونس بعد فترة من المقاطعة العربية لمصر بعد صلحها المنفرد مع إسرائيل.
- 1997 - إدانه تيموثي مك فاي بخمسة عشر تهمة في حادث تفجير المبنى الفيدرالي في ولاية أوكلاهوما.
- 2005 - اغتيال الصحفي والمفكر اللبناني سمير قصير بتفجير عبوه ناسفه بسيارته في بيروت.
- 2007 - صدور العدد الأول من جريدة الجريدة الكويتية.
- 2009 - القوات الجوية البرازيلية تعلن العثور على مقعد وبعض الحطام في موقع قريب من المكان الذي يرجح سقوط طائرة الخطوط الجوية الفرنسية رحلة رقم 447 في مياه المحيط الأطلسي.
- 2012 - الحكم على رئيس مصر السابق محمد حسني مبارك ووزير داخليته حبيب العادلي بالسجن المؤبد بعد إدانتهما بقتل المتظاهرين أثناء ثورة 25 يناير، وتبرئه جميع معاوني وزير الداخلية، كما حكم بإنقضاء الدعوى على نجليّ مبارك علاء وجمال بعد سقوط التهم الموجهه لهم بالتقادم، كما برأت المحكمة مبارك من جناية الاشتراك بالحصول على منفعة من وظيفته.
- 2014 -
  - حكومة الوفاق الوطني الفلسطيني تؤدي اليمين الدستورية برئاسة رامي الحمد الله.
  - ملك إسبانيا خوان كارلوس الأول يتنازل عن الحكم لابنه فيليبي بعد 38 سنة من الحكم، والإعلان عن إتمام عملية تسليم العرش بعد موافقة البرلمان.
- 2015 - استقالة جوزيف بلاتر من رئاسة الاتحاد الدولي لكرة القدم، بعد أيام من فوزه بولاية جديدة تنافس عليها مع الأمير علي بن الحسين.
- 2017 - هُجومٌ مُسلَّح على مُنتجع وورلد مانيلَّا في مدينة پاساي بِالفلپين يؤدي إلى مقتل 37 شخصًا وجرح 70 آخرين، وانتحار مُنفِّذ الهُجوم بعد إضرامه النار في المكان.
- 2018 - غرق قارب مهاجرين بسواحل جزيرة قرقنة التونسية يودي بحياة سبعين شخصًا على الأقل.
- 2021 - غرق السفينة الإيرانية آي آر آي إس خرج، في خليج عُمان بالقرب من جاسك بعد اندلاع حريق فيها، ونجاة طاقمها. وهي أكبر سفينة نقل بترول في البحرية الإيرانية.
- 2024 - ريال مدريد الإسباني يتوج بلقب دوري أبطال أوروبا للمرة الخامسة عشرة بعد فوزه على بوروسيا دورتموند الألماني في النهائي بنتيجة 2–0.

## مواليد
- 1664 - مصطفى الثاني، سلطان عثماني.
- 1740 - ماركيز دي ساد، روائي فرنسي.
- 1835 - بيوس العاشر، بابا الكنيسة الرومانية الكاثوليكية.
- 1840 - توماس هاردي، روائي إنجليزي.
- 1857 - كارل غيلوروب، شاعر دنماركي حاصل على جائزة نوبل في الأدب عام 1917.
- 1899 - لوتا رينيجر، مخرجة سينمائية، وَرسامة رُسوم متحركة ألمانية.
- 1920 - مارسيل رانيسكي، ناقد ألماني.
- 1921 - عبد الله الطيب، أديب سوداني.
- 1930 - أحمد توفيق، ممثل ومخرج مصري.
- 1931 - فيكتور تساريف، لاعب كرة قدم سوفيتي.
- 1940 - الملك قسطنطين الثاني، ملك اليونان.
- 1941 - ستيسي كيتش، ممثل أمريكي.
- 1945 - زيزي مصطفى، ممثلة مصرية.
- 1954 - دنيس هايسبيرت، ممثل أمريكي.
- 1957 - أحمد فؤاد سليم، ممثل مصري.
- 1962 - حاتم علي، مخرج سوري.
- 1972 - وينتورث ميلر، ممثل أمريكي.
- 1977 - زاكري كوينتو، ممثل أمريكي.
- 1981 - نيكولاي دافيدينكو، لاعب كرة مضرب روسي.
- 1986 - بلال محمد، لاعب كرة قدم قطري.
- 1987 -
  - أحمد عبد الغفور، لاعب كرة قدم كويتي.
  - دارين زانيار، مغني سويدي.
  - سوناكشي سينها، ممثلة هندية.
- 1988 - سيرخيو أغويرو، لاعب كرة قدم أرجنتيني.

## وفيات
- 1403 - سراج الدين البلقيني، أحد أئمة الفقه والحديث ومجدد القرن الثامن الهجري.
- 1878 - أمين بن محمد الجندي، فقيه حنفي وقاضي وشاعر شامي.
- 1882 - جوزيبي غاريبالدي، عسكري وسياسي إيطالي.
- 1919 - محمد الضالع النجدي، شاعر وتاجر وفاعل خير عراقي.
- 1948 - حسن سلامة من قادة الثورة الفلسطينية الكبرى، ومن قادة جيش الجهاد المقدس في حرب 1948.
- 1948 - كارل غيبهارت، طبيب نازي اشتهر بتجاربه الطبية البشعة على سجناء مراكز الاعتقال.
- 1970 -
  - محسن الطباطبائي الحكيم، مرجع شيعي عراقي.
  - علي الناصر، طبيب وشاعر وكاتب قصصي سوري.
- 1976 - عبد الرحمن عزام، أول أمين عام لجامعة الدول العربية.
- 1990 - ريكس هاريسون، ممثل إنجليزي.
- 1992 - جورج عبد الله غانم، شاعر لبناني.
- 1993 - الطاهر جعوط، شاعر وروائي وصحفي جزائري.
- 2005 - سمير قصير، صحفي لبناني.
- 2009 - يوسف إبراهيم الغانم، اقتصادي كويتي.
- 2017 - محمد الراوي، عالم مسلم مصري.

## أعياد ومناسبات
- يوم الجمهورية في إيطاليا.
- عيد الاستقلال في ساموا.

## وصلات خارجية
- النيويورك تايمز: حدث في مثل هذا اليوم.
- BBC: حدث في مثل هذا اليوم.